# Nocica
nocica（ノチカ）とは、株式会社Life Lab（ライフラボ）が提供する農業に特化したポータルサイト、SNSサイト、ECサイトが融合した農業ポータルコミュニケーションサイトである。
サイトコンセプト
- 「農をもっと身近に」からサイト名となる「ノチカ＝nocica」と命名された。

## 概要
生産者、消費者の区別なく自由にコミュニケーションを取る事が出来るのが最大の特徴。農業従事者、非農業従事者が区別なく自由に参加できる農業に特化したSNSポータルサイトである。
農業に従事している農家、生産者の参加のみならず、非農業従事者においても農業や食への関心が高く、家庭菜園などを趣味とする若年層や主婦層、田舎暮らしに関心の高いシニア層など幅広い利用者層が参加しており、従来のSNSと同様、コミュニティ内でユーザー同士の交流ができ、自由にコミュニケーションを図れるほか、生産者は自らの生産物を大々的にアピールする事が出来る。その他、趣味の菜園などの紹介や、自由に相談し回答出来る相談箱、地域紹介の投稿や田舎暮らし向けの不動産物件、農業イベント情報など様々な情報を配信している。
農業に従事している農家や生産者は「生産者登録」をする事により自らの生産物をnocica内で販売する事ができる。生産者から直接生産物を購入する事が出来る産地直送型のECサイトとしての機能もある。

## nocica内のコンテンツ一覧
情報
- 農業ニュース
- 農業レポート
- 農業チャンネル
- ランキング
- アンケート

交流
- コミュニティ（SNS）
- 相談箱

買う
- 農家さんのこだわり食品

菜園
- みんなの菜園
- なんでも交換

農業
- 求人情報（第一次産業ネット）
- ファームスティ

田舎暮らし
- 田舎物件情報
- クチコミ地域情報

イベント
- nocicaイベント

## 沿革
- 2009年8月　農に特化したSNSポータルサイトとして「nocica」のサービススタート